# Elin Topuzakov
Elin Topuzakov (in bulgaro Елин Топузаков?; Dimitrovgrad, 5 febbraio 1977) è un allenatore di calcio ed ex calciatore bulgaro, di ruolo difensore.

## Carriera

### Calciatore

#### Club
Durante la sua carriera ha giocato con Levski Sofia, Pirin Blagoevgrad e Hapoel Tel Aviv.

#### Nazionale
Ha totalizzato 29 presenze con la maglia della nazionale bulgara.

### Allenatore
Dopo aver allenato la formazione giovanile del Levski Sofia nel 2012-2013, ha ricoperto l'incarico di vice-allenatore della prima squadra nel 2013-2014 e poi ne ha assunto ad interim la guida nel 2016-2017. Nel 2017-2018 ha guidato l'Arda Kărdžali alla vittoria del campionato bulgaro di terza divisione da imbattuta, con 94 punti in 34 partite, e della Coppa di Bulgaria dilettanti, facendo fruttare i corposi investimenti (oltre un milione di euro) della proprietà. È stato esonerato nell'agosto 2018, dopo cinque giornate del campionato 2018-2019.

## Palmarès
- Campionato bulgaro: 5

Levski Sofia: 1999-2000, 2000-2001, 2001-2002, 2005-2006, 2006-2007
- Coppa di Bulgaria: 6

Levski Sofia: 1997-1998, 1999-2000, 2001-2002, 2002-2003, 2004-2005, 2006-2007
- Supercoppa di Bulgaria: 3

Levski Sofia: 2005, 2007, 2009